# 전라문화유산연구원
전라문화유산연구원은 문화유산의 조사, 발굴, 관리 및 활용을 통해 민족 전통문화를 선양하고 새로운 문화 창조에 기여함을 목적으로 2009년 3월 18일 설립된 문화체육관광부 소관의 재단법인이다. 사무실은 전북특별자치도 전주시 완산구 메너머3길 5-4 (중화산동2가)에 있다.

## 주요 사업
- 매장문화재에 대한 지표조사, 발굴조사 등의 학술사업 및 연구서 발간

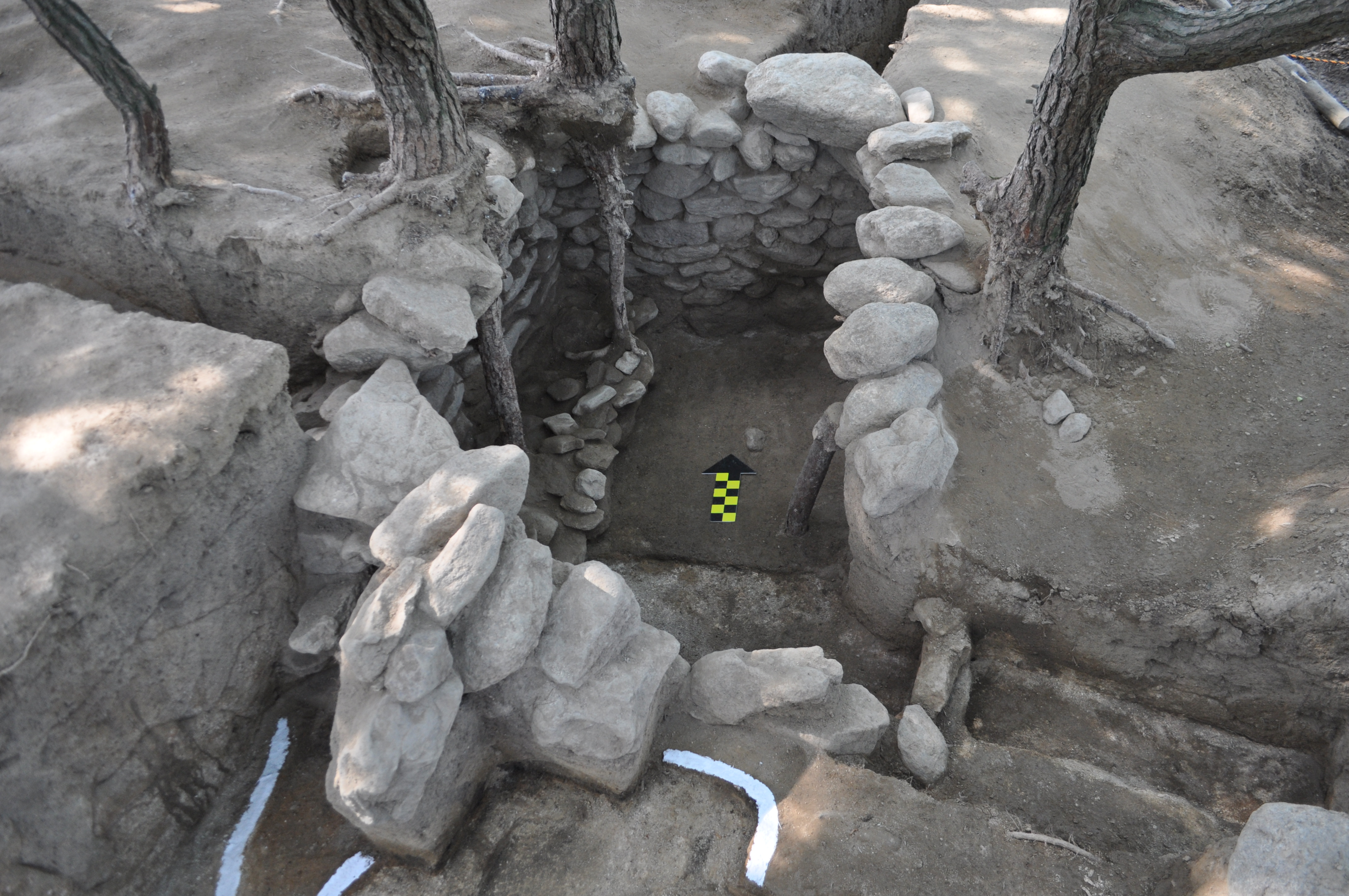
조사유적(남원 북천리)
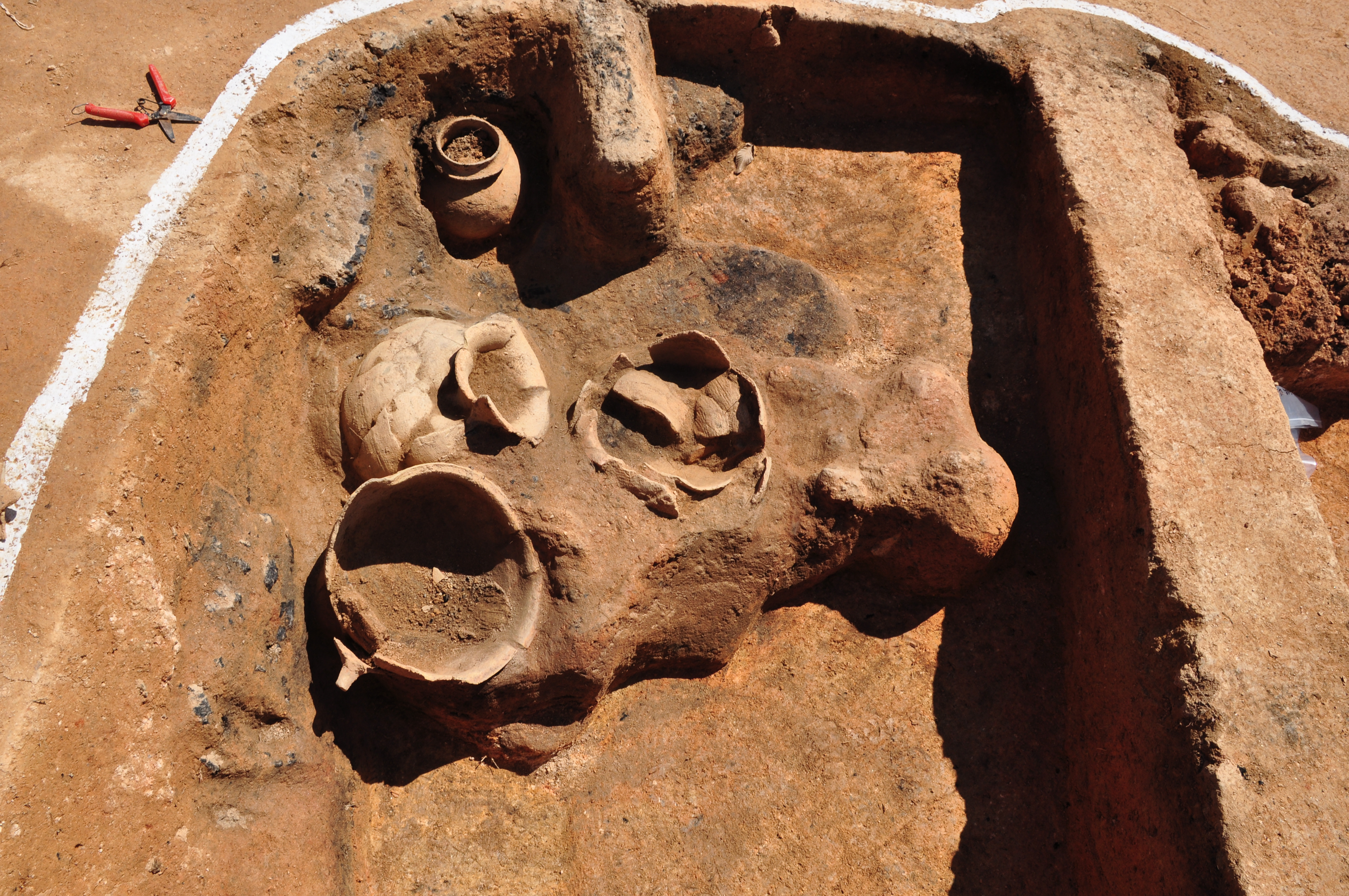
조사유적(임실 석두리)
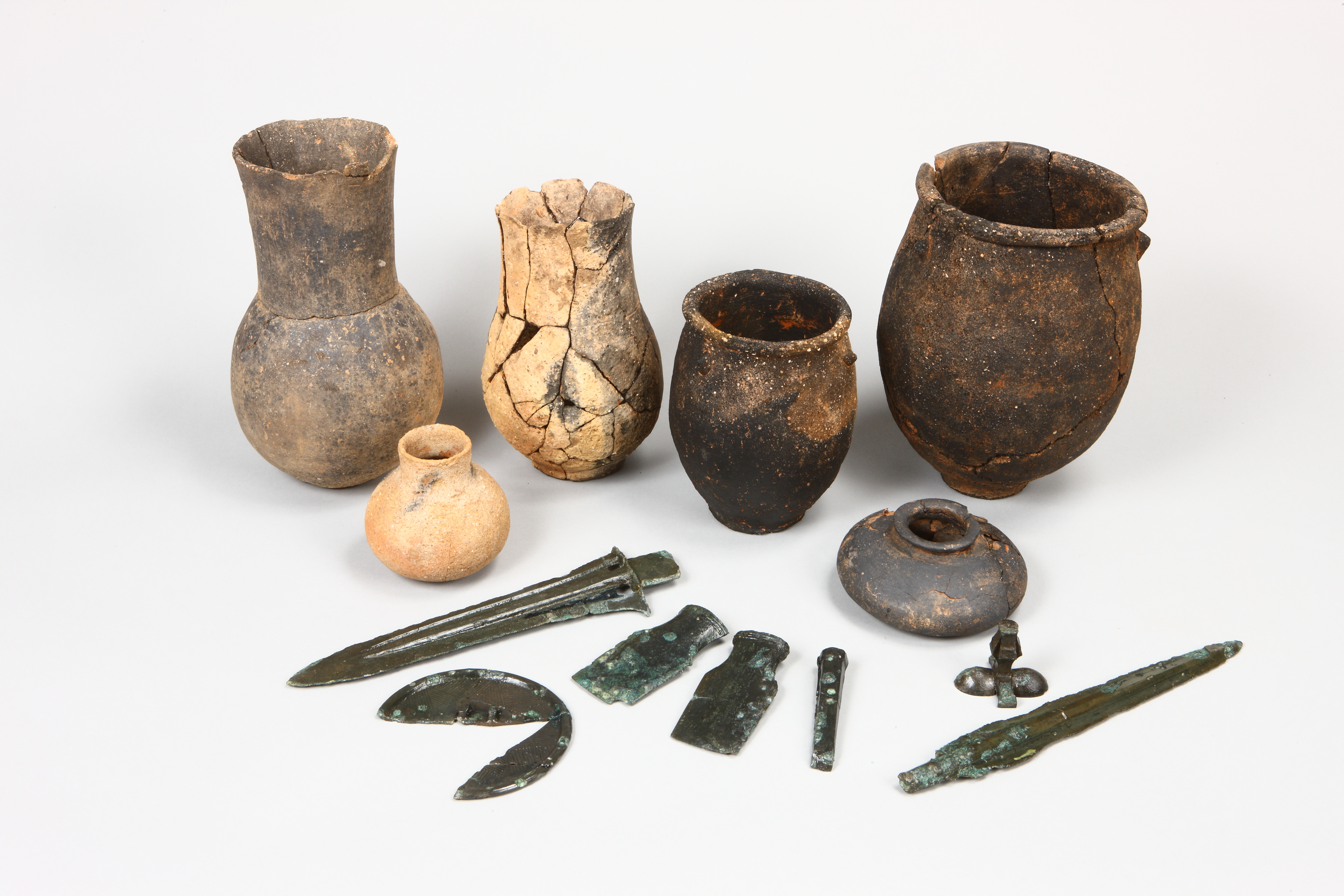
출토유물(완주 덕동)
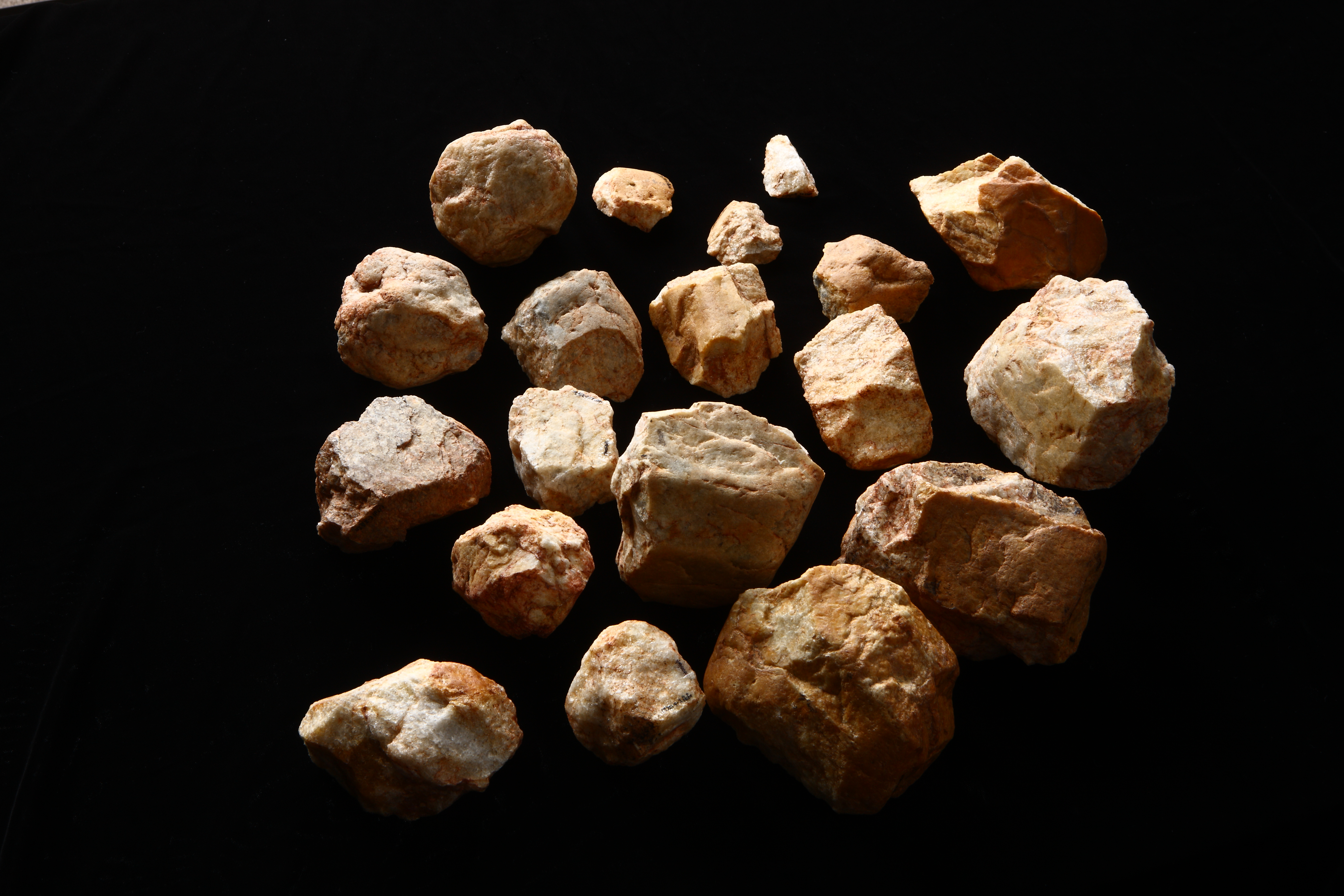
출토유물(익산 쌍정리)
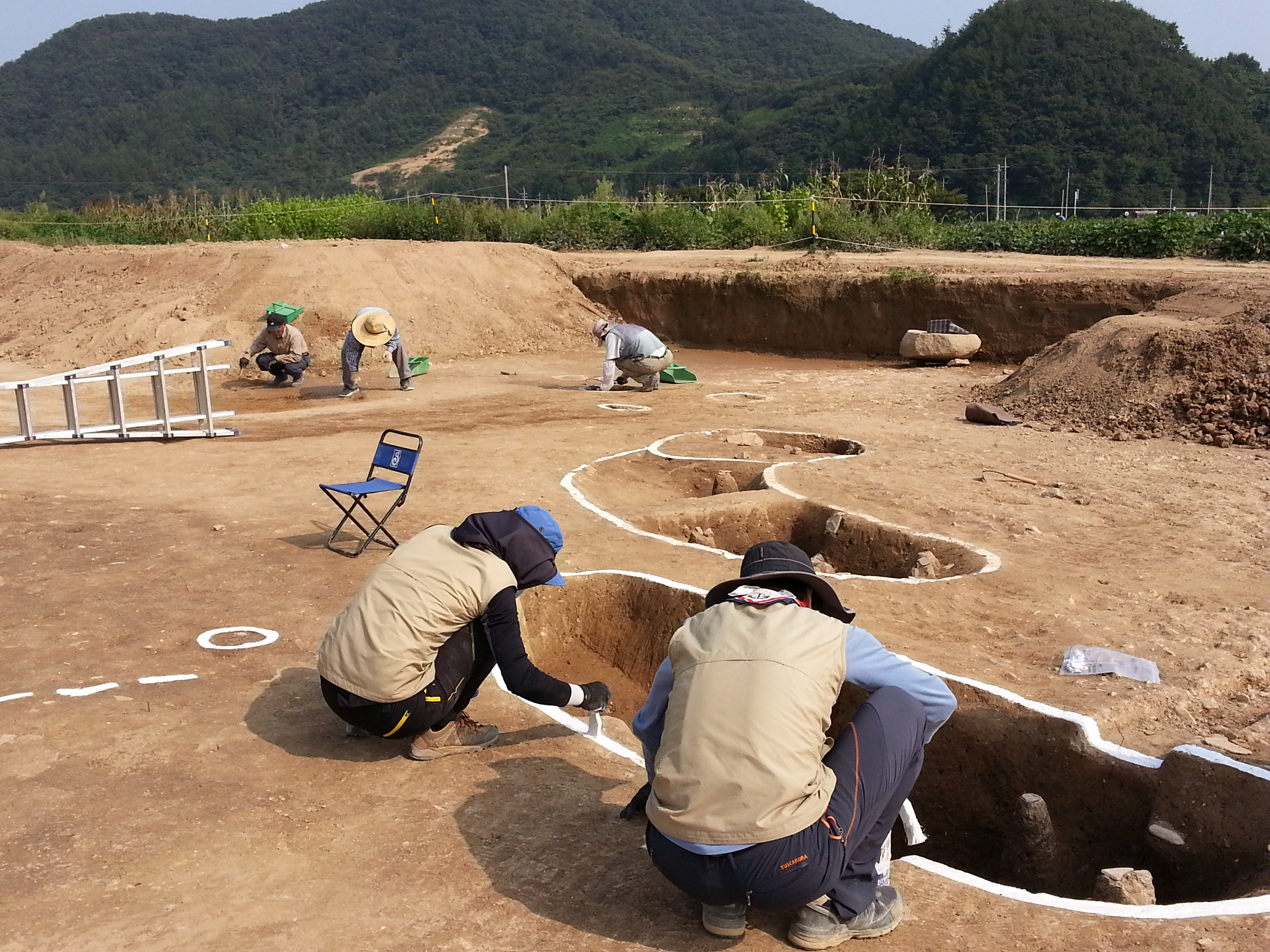
조사모습1
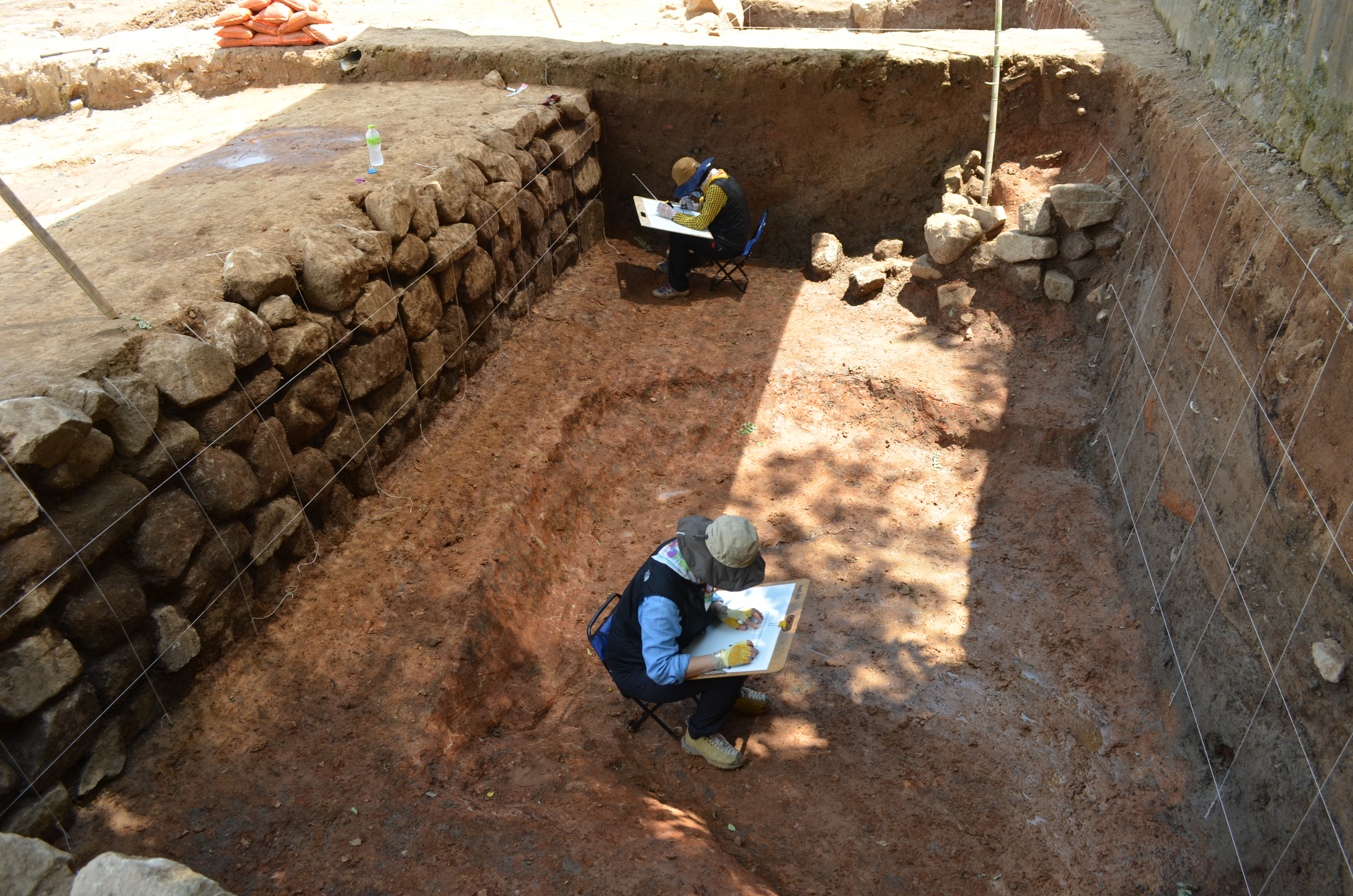
조사모습2
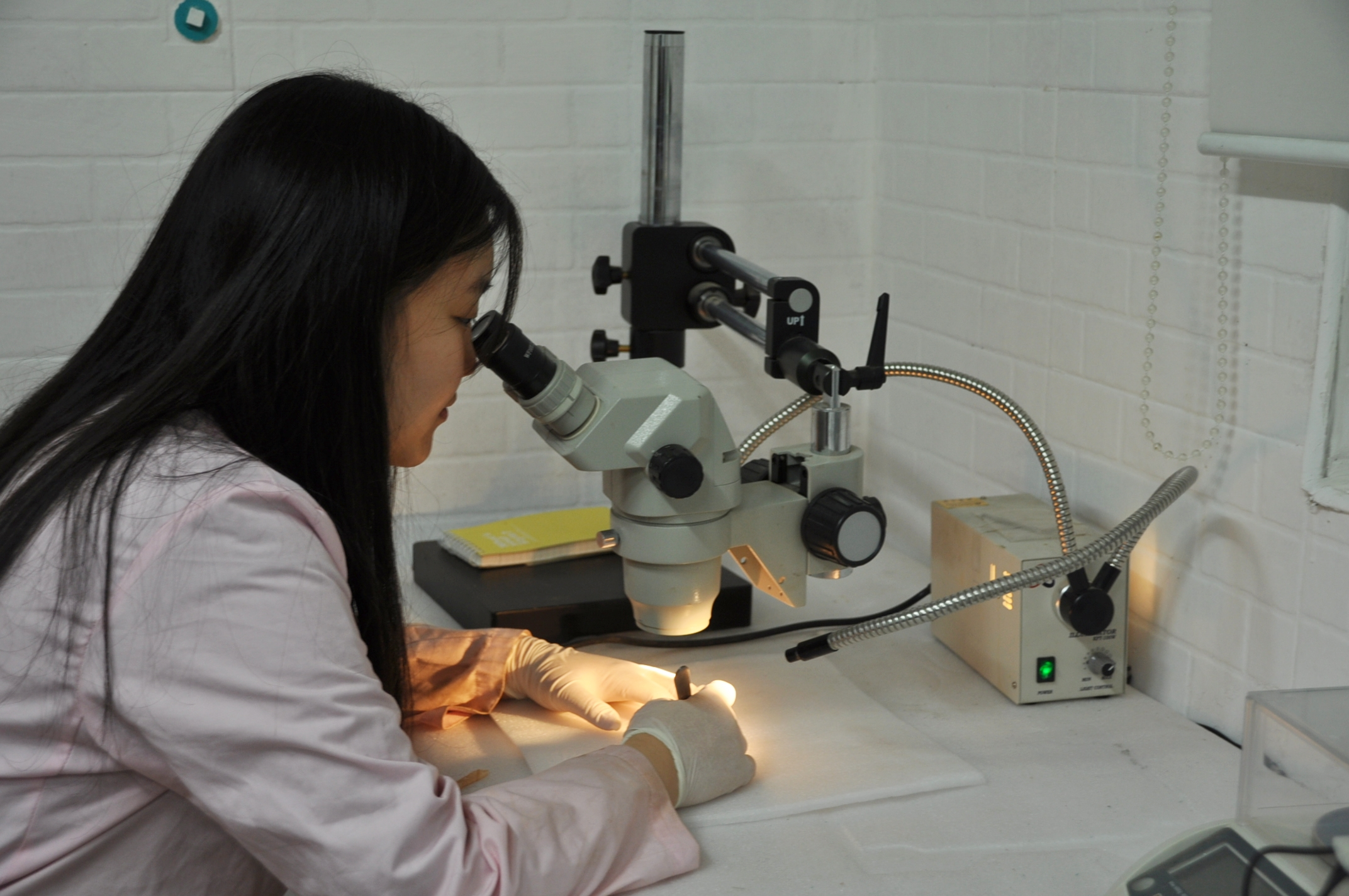
유물보존처리
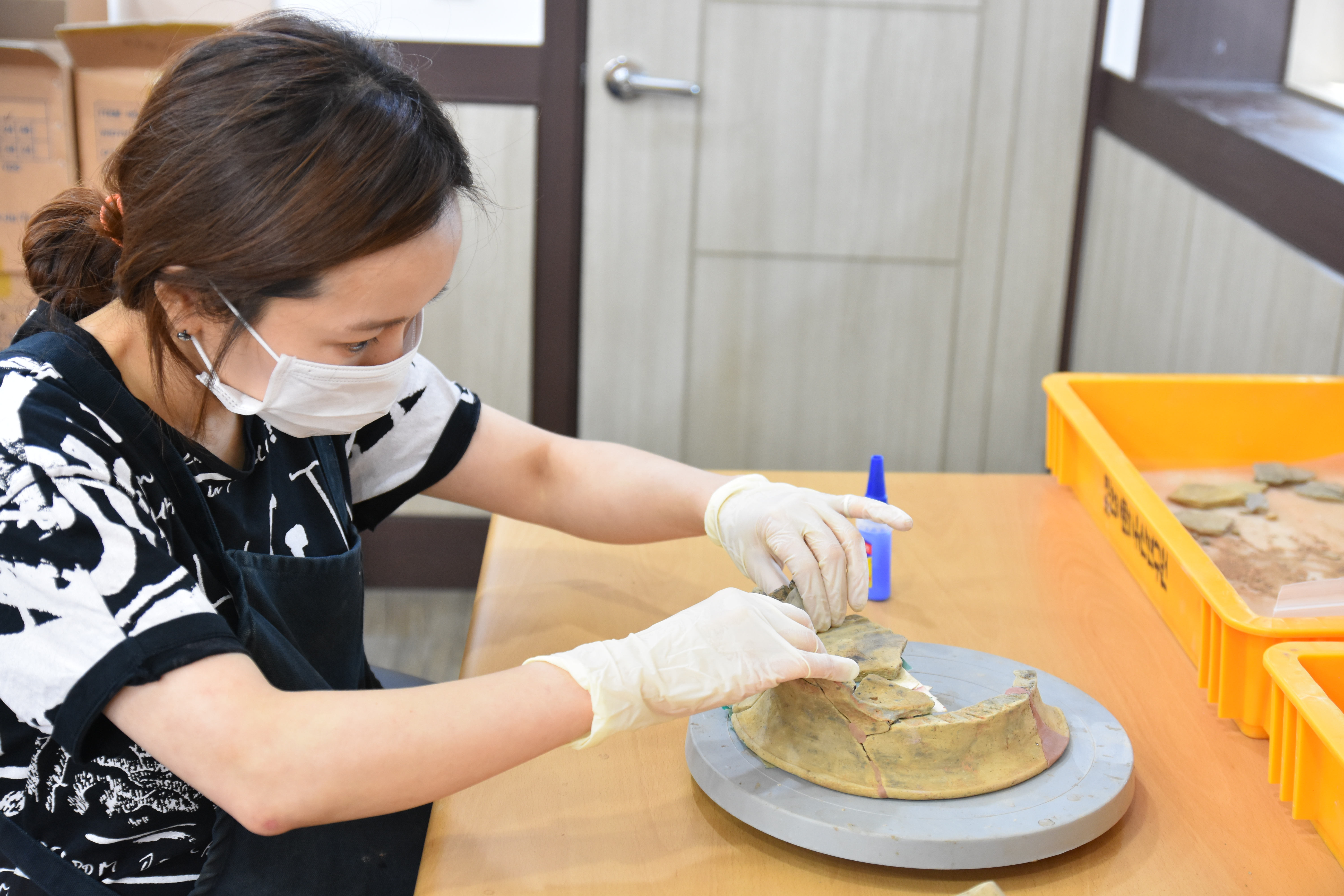
유물복원

- 지역주민에 대한 매장문화재 홍보활동(2012년~)

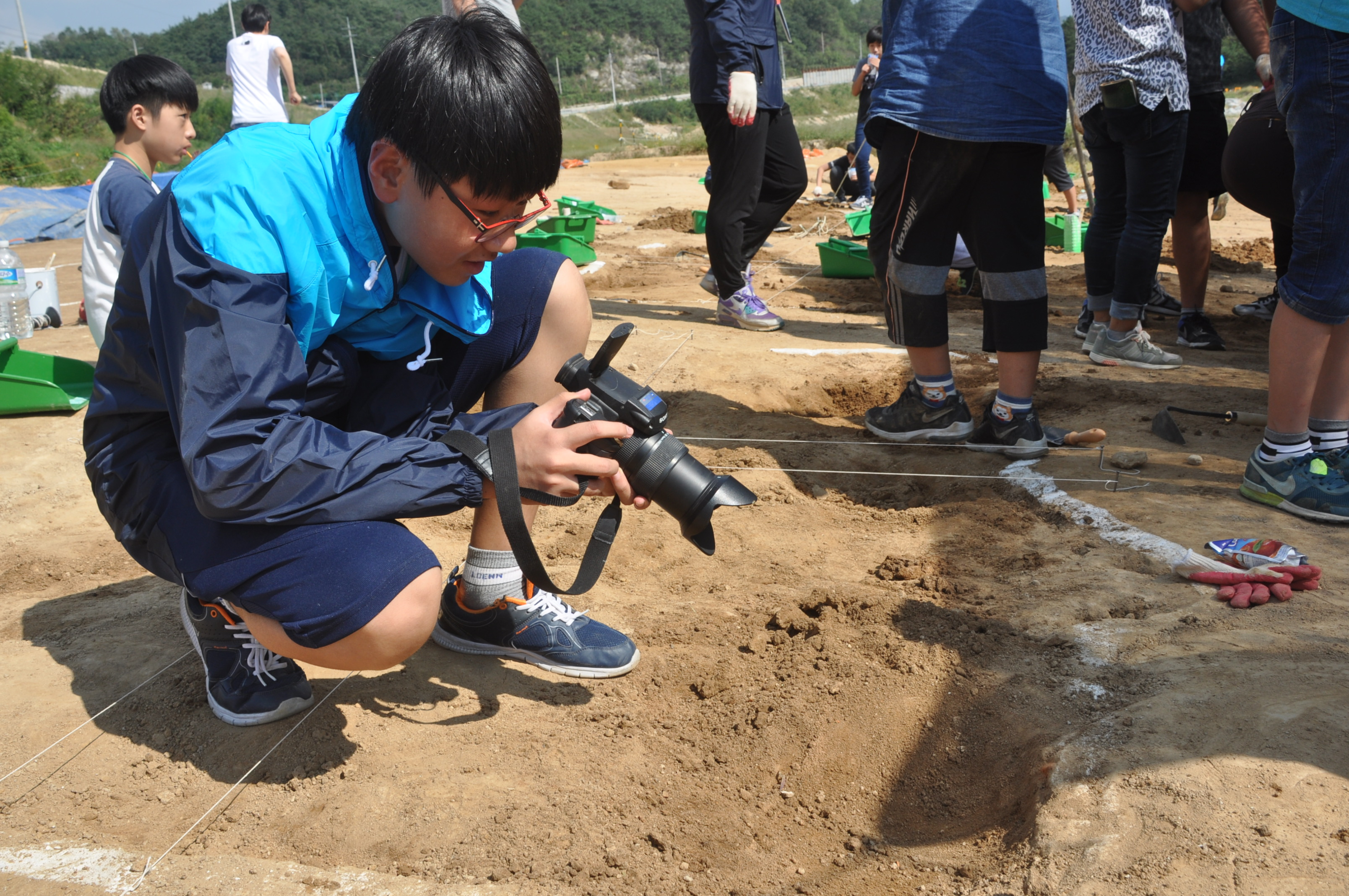
고고학체험교실1
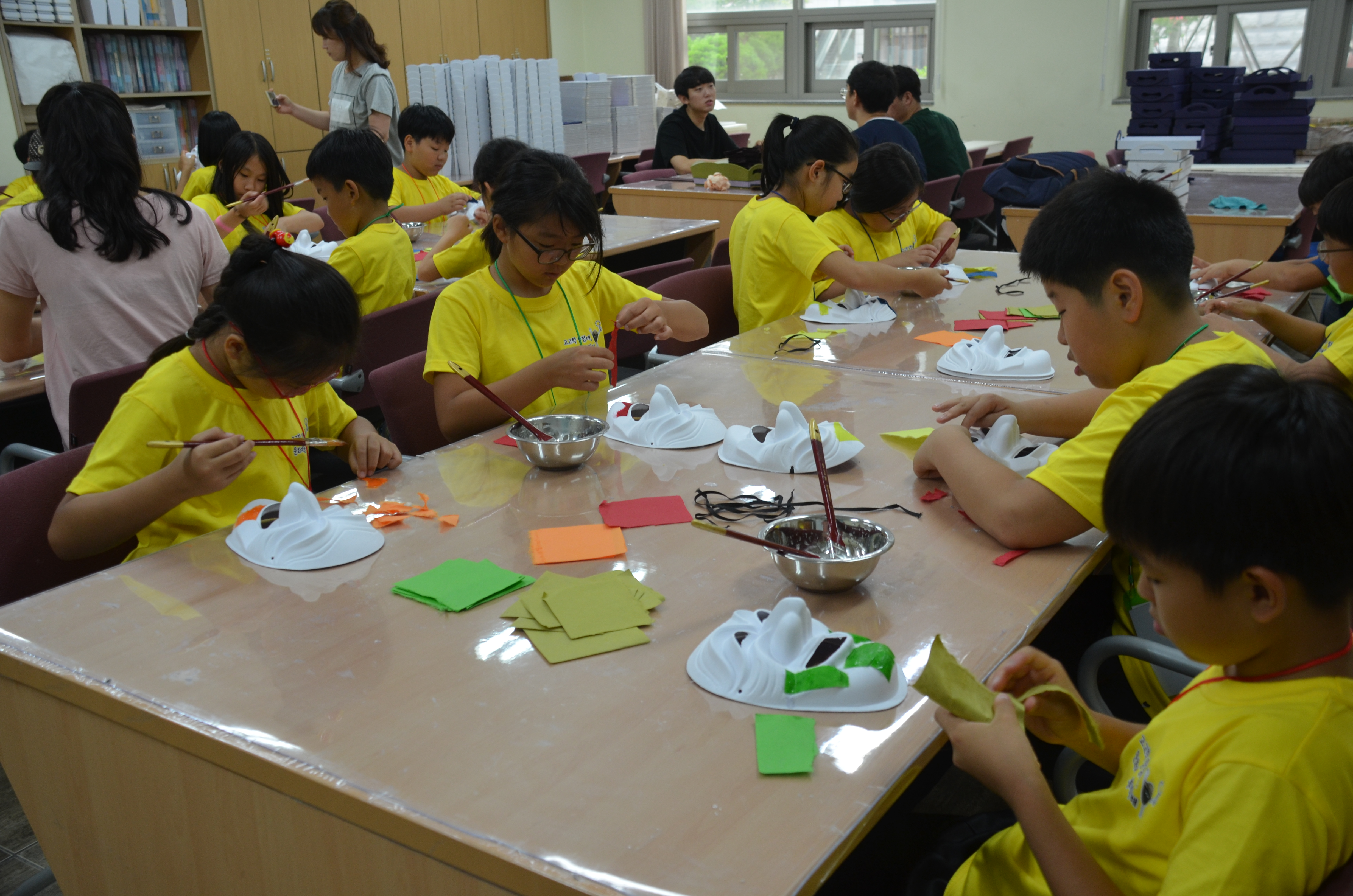
고고학체험교실2
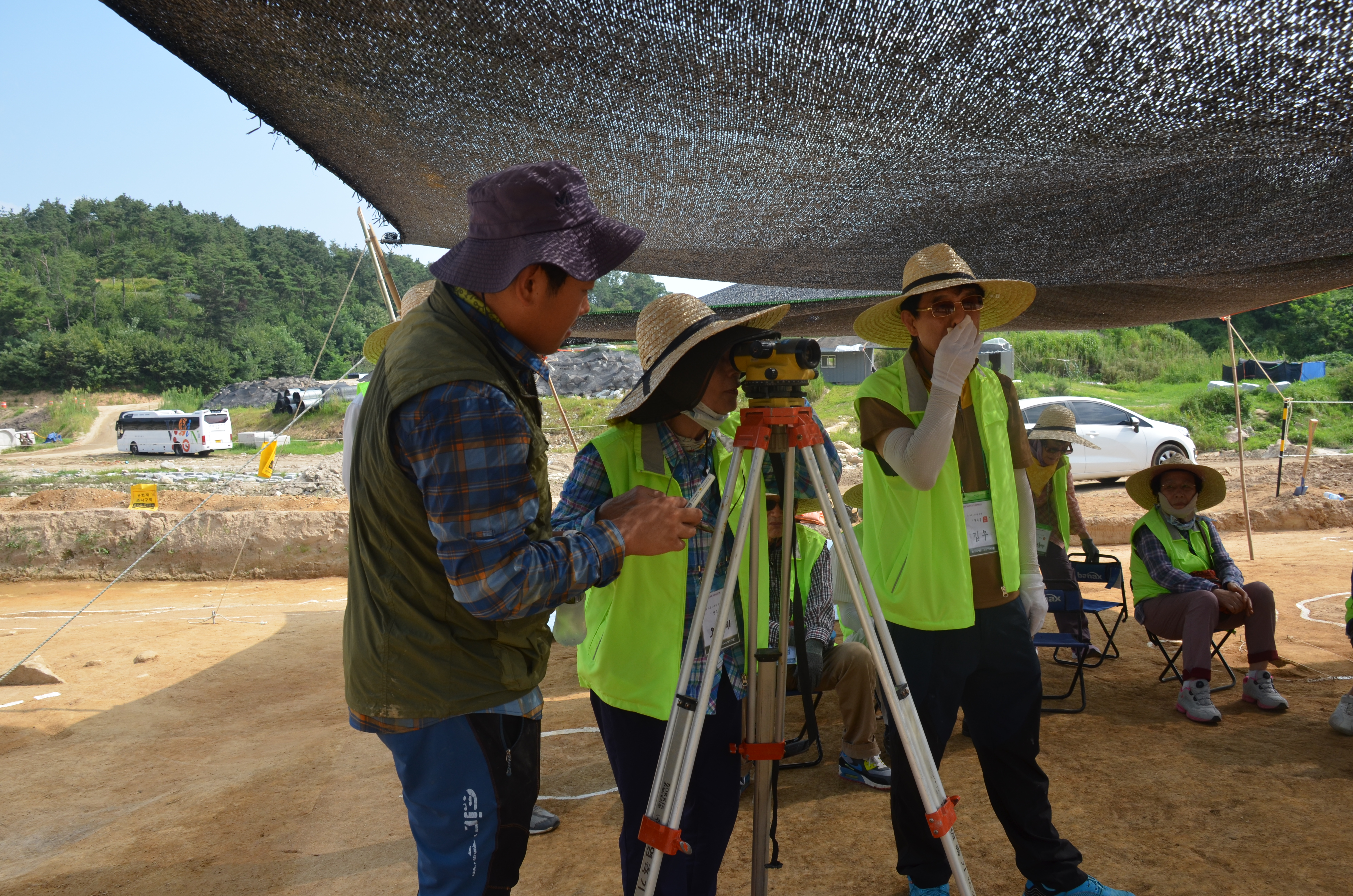
우리동네유적1
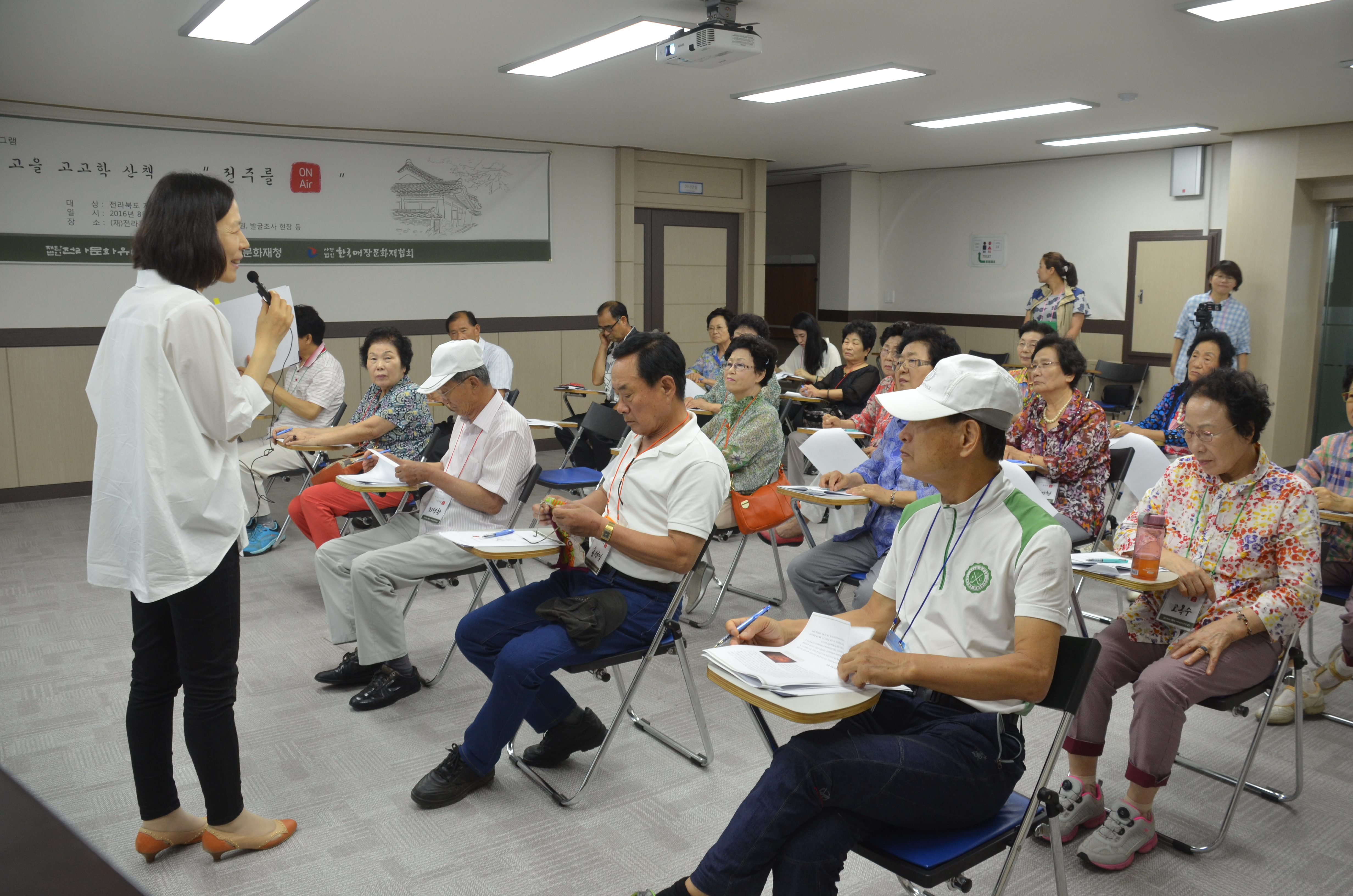
우리동네유적2

- 인재양성프로젝트 ‘考古Dream 장학사업’(2012~계속)
- 전통문화와 문화유산에 대한 자문 및 위탁 등 관련사업
- 전통문화와 문화유산 관련 학술행사 개최 및 지원사업